# Christopher Denham
Christopher Denham és un actor, guionista i director estatunidenc. Potser és més conegut pels papers secundaris a Shutter Island, Argo, Being the Ricardos i el seu paper al fenomen de culte del Festival de Cinema de Sundance, Sound of My Voice, així com a la sèrie de televisió Billions,  'Shining Girls, al costat d'Elisabeth Moss i Utopia d’Amazon Prime, creada per Gillian Flynn.

## Primers anys
Denham va créixer al costat sud de Chicago. Va assistir a la Universitat d'Illinois a Urbana-Champaign on va estudiar interpretació i escriptura creativa. Mentre allà, va ser membre de la Celebration Company al Station Theatre on va actuar a les obres "This Is Our Youth," "American Buffalo," i "The Beauty Queen of Leenane."

## Carrera

### Carrera al taetre
Denham va fer el seu debut a Broadway a Broadway al costat de Danny Glover al revival del 2003 de "Master Harold"...and the Boys. El 2005, Denham va crear el paper de Matt a la producció de Steppenwolf Theatre de Red Light Winter d'Adam Rapp. La producció es va traslladar a Nova York, on Denham va guanyar el millor actor principal als Premis Lucille Lortel de 2006. Els seus altres crèdits a Broadway inclouen el paper principal a The Lieutenant of Inishmore de Martin McDonagh i China Doll de David Mamet, al costat d’Al Pacino. A Off-Broadway, Denham va aparèixer a Playwright's Horizons a Kindness d'Adam Rapp al costat de Katherine Waterston, Wintertime de Charles Mee a la segona etapa i The Inevitable Disappearance of Tom Durnin de Steven Levenson. davant de David Morse a la Roundabout Theatre Company. A nivell regional, Denham ha treballat amb l'Illinois Shakespeare Festival, el New York Stage and Film i el Sundance Lab per a directors i guionistes.

### Carrera cinematogràfica i televisiva
El primer paper important de Denham al cinema va ser com a oficial d'operacions paramilitars de la CIA Mike Vickers a La guerra d'en Charlie Wilson, dirigida per Mike Nichols. Va protagonitzar al costat de Brit Marling l'aclamat thriller psicològic Sound of My Voice que es va estrenar al Festival de Cinema de Sundance.El seu paper de pel·lícula destacat va ser Mark Lijek, un dels sis ostatges fugits de la Crisi dels ostatges a l'Iran rescatat per Tony Mendez a Argo.
Denham més tard va interpretar el científic Jim Meeks a la nominada als Emmy Manhattan. El 2017, es va unir al repartiment de Billions com a advocat Oliver Dake. Va aparèixer com el xèrif Peter Trask a One Dollar de Craig Zobel, que es va estrenar a CBS All Access. El 2020, va ser un habitual de la sèrie a Utopia de Gillian Flynn com Arby. Denham enham ha col·laborat amb els directors llegendaris Martin Scorsese (Shutter Island), Mike Nichols (La guerra d’en Charlie Wilson), Barry Levinson (The Bay), Tony Gilroy (Duplicity), Jodie Foster (Money Monster) i Aaron Sorkin (Being The Ricardos). Altres crèdits de televisió inclouen: Rubicon, Person of Interest, The Good Wife, Prodigal Son, Law and Order, Law and Order: SVU i The Following.
Denham va escriure i dirigir la pel·lícula de terror del 2008 Home Movie (IFC Films) que es va estrenar a Toronto After Dark i va guanyar el premi Citizen Kane al director emergent a la XLI Festival Internacional de Cinema Fantàstic de Catalunya. També va escriure i dirigir el thriller aclamat per la crítica, Preservation, protagonitzat per Wrenn Schmidt, Pablo Schreiber i Aaron Staton. which debuted at the Tribeca Film Festival and was distributed by The Orchard.
Denham interpreta l'espia rus Klaus Fuchs a la pel·lícula de Christopher Nolan, Oppenheimer, per a Universal Pictures, que es va estrenar el juliol de 2023.

## Filmografia

### Cinema
| Any  | Títol                         | Paper             | Notes |
| ---- | ----------------------------- | ----------------- | --- |
| 2005 | Headspace                     | Alex Borden       | |
| 2007 | Two Families                  | Greg              | telefilm |
| 2007 | Blackbird                     | Clarke            | |
| 2007 | La guerra d'en Charlie Wilson | Mike Vickers      | |
| 2007 | The Key to Reserva            | Leonard           | Curtmetratge |
| 2008 | El camino                     | Gray              | |
| 2008 | Home Movie                    |                   | Debut com a director |
| 2009 | Duplicity                     | Ronny Partiz      | |
| 2009 | Alexander the Last            | Actor             | |
| 2009 | Bottleworld                   | Fred              | |
| 2010 | Shutter Island                | Peter Breene      | |
| 2010 | Camp Hell                     | Christian         | |
| 2011 | Sound of My Voice             | Peter Aitken      | |
| 2011 | Restive                       | Lott              | |
| 2011 | Enter Nowhere                 | Kevin             | |
| 2012 | Forgetting the Girl           | Kevin Wolfe       | |
| 2012 | Argo                          | Mark Lijek        | Hollywood Film Awards pel conjunt de l'any Palm Springs International Film Award per a Ensemble Cast Award Screen Actors Guild Award a la millor actuació d'un Elenc en una pel·lícula Nominada—Phoenix Film Critics Society Award al millor repartiment Nominada—Premi de la Societat de Crítics de Cinema de San Diego al millor repartiment |
| 2012 | The Bay                       | Sam               | |
| 2014 | Bad Country                   | Tommy Weiland     | |
| 2014 | Preservation                  |                   | Com a director |
| 2015 | Area 51                       |                   | Com a guionista |
| 2016 | Money Monster                 | Ron Sprecher      | |
| 2017 | Camera Obscura                | Jack Zeller       | |
| 2018 | Fast Color                    | Bill              | |
| 2018 | The Amaranth                  | Dr. Alan Campbell | |
| 2021 | Being the Ricardos            | Donald Glass      | |
| 2023 | The Adults                    | Scott             | |
| 2023 | Night Shift                   | Walton Grey       | |
| 2023 | Maggie Moore(s)               | Andy Moore        | |
| 2023 | Oppenheimer                   | Klaus Fuchs       | |
| 2023 | Dogman                        | Ackerman          | |

### Televisió
| Any       | Títol                             | Paper            | Notes                          |
| --------- | --------------------------------- | ---------------- | ------------------------------ |
| 2003      | Law & Order: Special Victims Unit | Joey Field       | Episodi: "Damaged"             |
| 2007      | Law & Order                       | Gerald Stockwell | Episodi: "Murder Book"         |
| 2010      | Rubicon                           | Evan Hadas       | Episodi: "Keep the Ends Out"   |
| 2012      | Person of Interest                | Kyle Morrison    | Episodi: "Identity Crisis"     |
| 2013      | Deception                         | Remy Colville    | Episodi: "Pilot"               |
| 2013      | The Following                     | Vince McKinley   | 3 Episodis                     |
| 2013      | The Good Wife                     | Trent            | Episodi: "What's in the Box?"  |
| 2014–2015 | Manhattan                         | Jim Meeks        | 23 Episodis                    |
| 2017–2018 | Billions                          | Oliver Dake      | 17 Episodis                    |
| 2017      | The Blacklist: Redemption         | Brian Mayhew     | Episodi: "Operation Davenport" |
| 2018      | One Dollar                        | Peter Trask      | 10 Episodis                    |
| 2020      | Utopia                            | Arby             | 8 Episodis                     |
| 2021      | Prodigal Son                      | Trevor Falvey    | Episodi: "Bad Manners"         |
| 2022      | Shining Girls                     | Leo Jenkins      | 4 Episodis                     |
| 2023      | The Gilded Age                    | Robert McNeil    | 4 Episodis                     |
| 2024      | American Rust                     | Russell Wolfe    | 9 Episodis                     |

### Teatre
| Any  | Títol                                       | Paper                | Notes                                                                     |
| ---- | ------------------------------------------- | -------------------- | ------------------------------------------------------------------------- |
| 2003 | "Master Harold"...and the Boys              | Hally                | Roundabout Theater Company                                                |
| 2004 | Wintertime                                  | Jonathan             | Second Stage Theater                                                      |
| 2005 | Red Light Winter                            | Matt                 | Steppenwolf Theater                                                       |
| 2006 | Red Light Winter                            | Matt                 | Barrow Street Theater 2006 Premi Lucille Lortel al millor actor principal |
| 2006 | cagelove                                    | Playwright, Director | Rattlestick Playwrights Theater                                           |
| 2006 | The Lieutenant of Inishmore                 | Mad Padraic          | Lyceum Theatre                                                            |
| 2008 | Kindness                                    | Dennis               | Playwrights Horizons                                                      |
| 2015 | China Doll                                  | Carson               | Gerald Schoenfeld Theatre                                                 |
| 2018 | The Unavoidable Disappearance of Tom Durnin | James Durnin         | Roundabout Theater Company                                                |

## Premis i nominacions
| Any  | Premi                                                       | Categoria | Obra             | Resultat              |
| ---- | ----------------------------------------------------------- | --- | ---------------- | --------------------- |
| 2006 | Premis Lucille Lortel                                       | Desetacat actir principal | Red Light Winter | Guanyador (compartit) |
| 2008 | XLI Festival Internacional de Cinema Fantàstic de Catalunya | "Premi Ciutadà Kane a la direcció revelació" | Home Movie       | Guanyador             |
| 2012 | Hollywood Film Awards                                       | "Conjunt de l'any" (amb John Goodman, Scoot McNairy, Ben Affleck, Alan Arkin, Kerry Bishé, Kyle Chandler, Tate Donovan, Rory Cochrane, Bryan Cranston, Clea DuVall, Victor Garber, Zeljko Ivanek, Titus Welliver, Bob Gunton, Philip Baker Hall, Richard Kind, Michael Parks, Christopher Stanley, Taylor Schilling) | Argo             | Guanyador             |
| 2013 | Festival Internacional de Cinema de Palm Springs            | "Repartiment de l’Any" (amb Ben Affleck, Bryan Cranston, Alan Arkin, John Goodman, Victor Garber, Tate Donovan, Clea DuVall, Scoot McNairy, Rory Cochrane, Kerry Bishé, Kyle Chandler, Chris Messina) | Argo             | Guanyador             |